# Early days

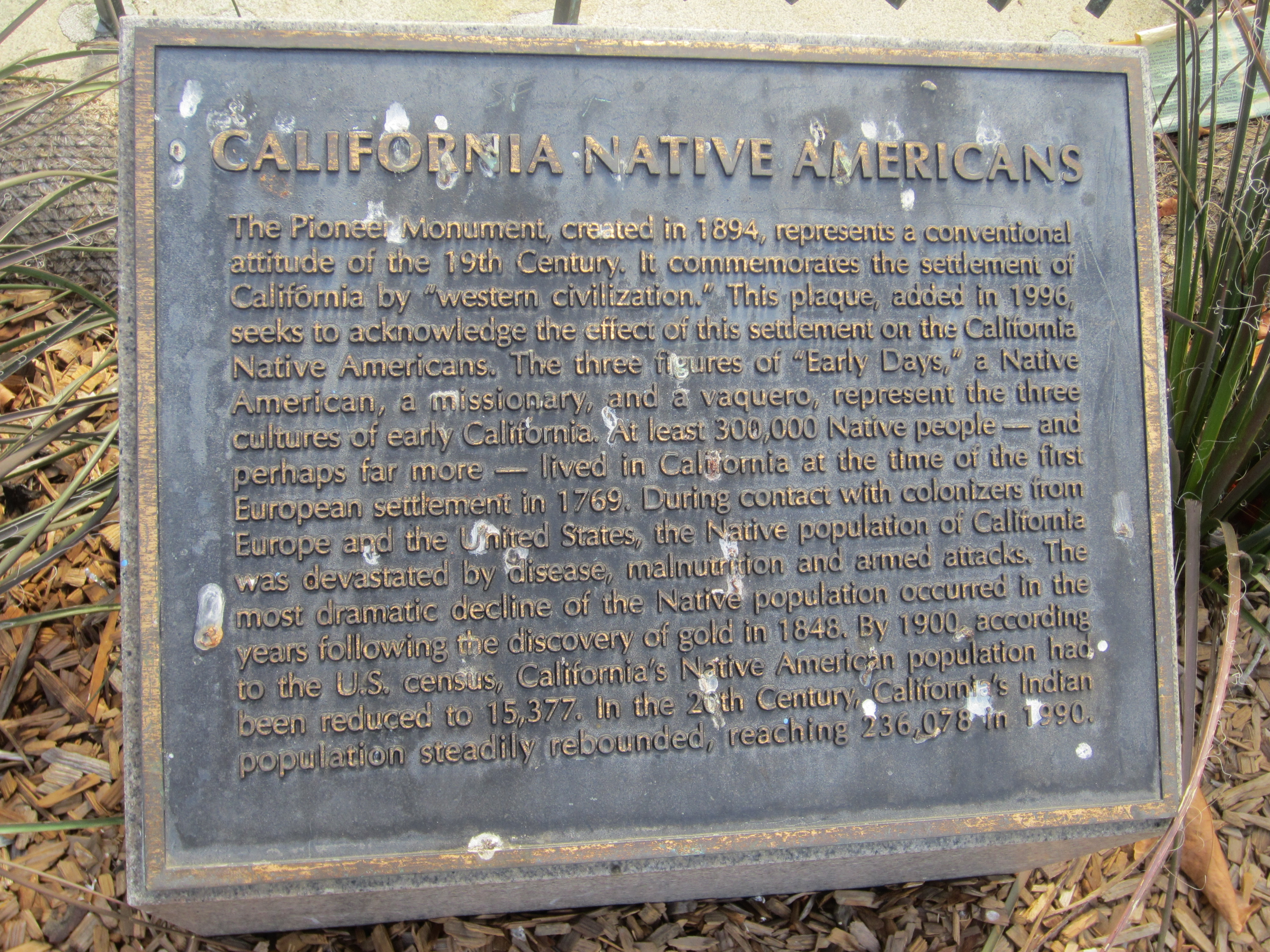
Tilläggsplakett från 1994

Early days är en skulptur i San Francisco i USA, och var tidigare en del av verket Pioneer Monument.
Pioneer Monument ligger vid Fulton Street mellan Hyde och Larkin Streets i stadens Civic Center. Det initierades och finansierades av pianobyggaren och fastighetsägaren James Lick (1796–1876), skapades av Frank Happersberger (1859–1932) och invigdes 1894. Early days är en av fyra sidoskulpturer, vilka stod på var sin granitsockel vid sidan av huvudskulpturen. Den föreställer en liggande indian, en spansk missionär som står över honom och pekar mot himlen, samt en angliserad vaquero som står bredvid och uttrycker triumf. 
Early days avlägsnades i september 2018 på basis av invändningar om att den nedvärderar indianer.
År 1994 hade en plakett monterats på sidoskulpturen med text om indianernas öde i Kalifornien. Texten ansågs dock av många urvattnad, efter det att katolska företrädare hindrat beskrivning av katolska missionärers ansvar för indianers död. En opinion mot skulpturen fick ökad styrka efter oroligheterna i Charlottesville i Virginia i augusti 2017 i samband med diskussionen där om avlägsnande av stadens staty över Robert E. Lee. Statens konstnämnd beslöt därefter den 2 oktober 2017 att utreda frågan och beslöt vid närmast efterföljande möte att flytta statyn till en depå. 